# Elecciones generales de Dominica de 1990
Elecciones generales tuvieron lugar en Dominica el 28 de mayo de 1990. El Partido de la Libertad de Dominica obtuvo 11 de los 21 escaños disputados. La participación fue del 66.6%, la más baja desde que el sufragio universal fue introducido en 1951. 

## Resultados
| Partido                            | Votos  | %    | Escaños | +/-   |
| ---------------------------------- | ------ | ---- | ------- | ----- |
| Partido de la Libertad de Dominica | 16,529 | 49.4 | 11      | -4    |
| Partido Unido de los Trabajadores  | 8,979  | 26.9 | 6       | Nuevo |
| Partido Laborista de Dominica      | 7,860  | 23.5 | 4       | -1    |
| Partido Progresista de Dominica    | 74     | 0.2  | 0       | Nuevo |
| Votos blancos/nulos                | 251    | -    | -       | -     |
| Total                              | 33,693 | 100  | 21      | 0     |
| Fuente: Nohlen                     |        |      |         |       |